# Laurent Bonadei
Pour les articles homonymes, voir Bonadei.
Laurent Bonadei, né le 3 novembre 1969 à Marseille, est un footballeur français devenu entraîneur. Il est le sélectionneur de l'équipe de France féminine depuis août 2024.  

## Biographie

### Enfance et éducation
Laurent Bonadei naît à Marseille. Sa famille s'installe dans le quartier du Mourillon à Toulon pendant son enfance et son père participe à la création du centre de formation du Sporting Club de Toulon.

### Joueur
De 1994 à 1997, il joue pour Toulon.
Il passe son premier diplôme d'entraîneur à 25 ans, alors qu'il est encore joueur professionnel. À la fin de sa carrière sportive, il contribue au développement de la marque Baliston.

### Entraîneur

#### OGC Nice (2003-2006)
La carrière d'entraîneur de Laurent Bonadei démarre avec les U16 Nationaux avec des joueurs comme Anthony Modeste, Jimmy Roye ou encore Malik Tchokounté,.

#### AS Nancy Lorraine (2006-2010)
Laurent Bonadei passe quatre saisons en Lorraine avec les U19 Nationaux.

#### Fédération d’Angola de football (juillet 2010 - octobre 2010)
Hervé Renard, sélectionneur, fait appel à Laurent Bonadei pour devenir son adjoint en Angola. Ils y collaborent pendant quatre mois, de juillet à octobre 2010.

#### Paris Saint-Germain (2011 - 2015)
De 2011 à 2013, Laurent Bonadei a la charge des U17 Nationaux du Paris Saint-Germain Football Club. Il y entraîne Presnel Kimpembe, dont il transforme le surnom Pres en Presko pour éviter une confusion avec une consigne de pressing. De 2013 à 2015, il est l'entraîneur des U19 Nationaux[réf. nécessaire]. Lors de ce mandat, il coorganise des entraînements mixtes avec l'équipe féminine à l'époque entraînée par Farid Benstiti.

#### OGC Nice (2015 - 2019)
Il retourne à l'OGC Nice en 2015 pour prendre en charge l'équipe réserve du club azuréen. En 2019, il obtient son BEPF. Avant le championnat d'Europe féminin de football 2017, il est approché par le sélectionneur français Olivier Echouafni pour des interventions ponctuelles auprès des joueuses.

#### Arabie Saoudite (2019 - 2023)
Il devient entraîneur adjoint de l'Arabie Saoudite en juillet 2019, avec son ami et sélectionneur Hervé Renard.

#### Équipe de France féminine (De puis le 30 mars 2023)
Le 30 mars 2023, il devient l'entraîneur adjoint de l'équipe de France féminine avec le sélectionneur Hervé Renard. Après la Coupe du monde féminine de football 2023, il est approché pour entraîner les sections féminines de l'Olympique lyonnais et du Paris Saint-Germain Football Club, mais il refuse les deux propositions pour rester en équipe nationale.
Le 23 août 2024, il devient le sélectionneur de l'équipe après le départ de Hervé Renard, pour un contrat de trois ans,. Il s'agit de sa première expérience d'entraîneur principal d'une équipe première senior.